# Räddningsstation Skillinge

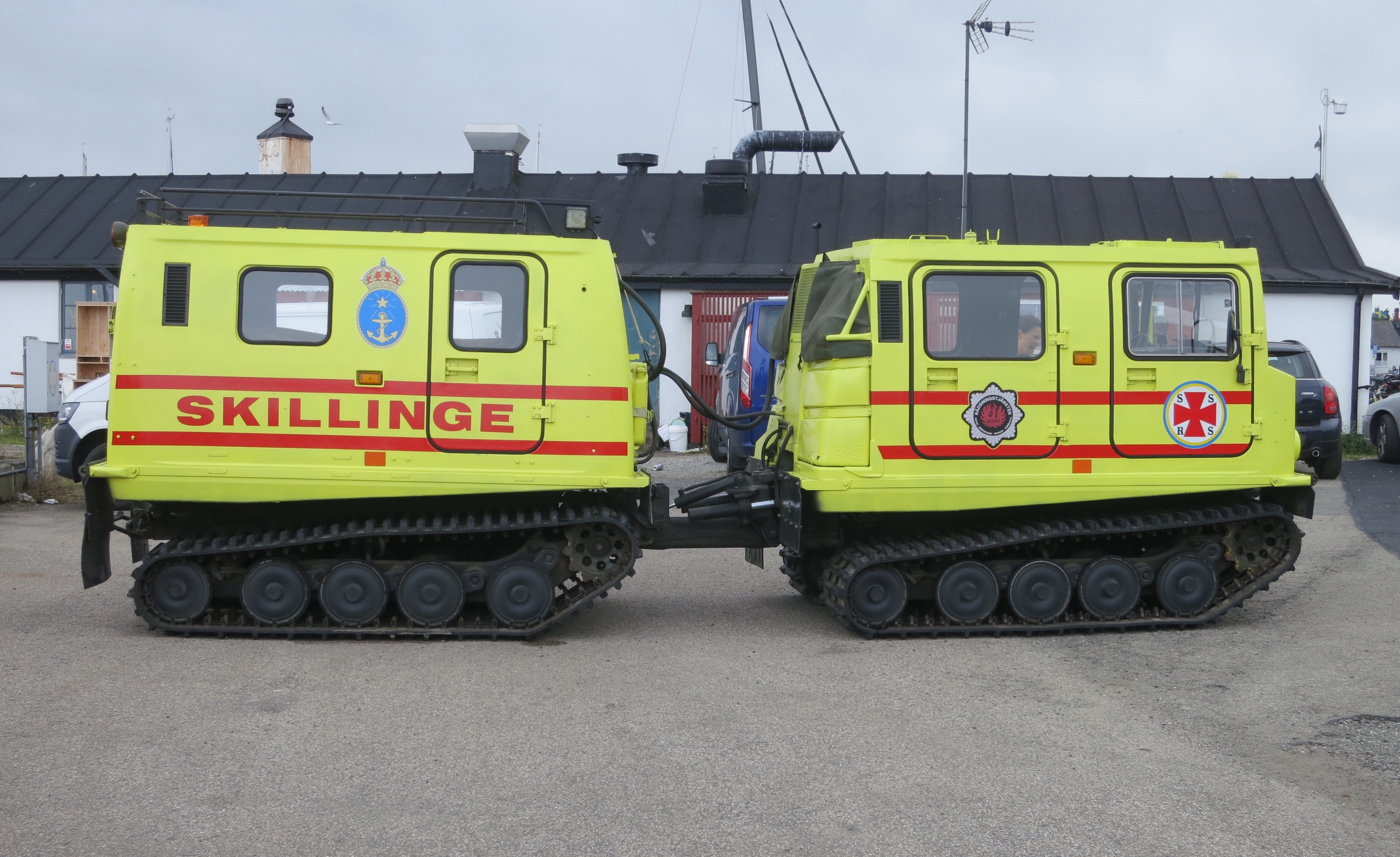
Räddningsstationens bandvagn.

Räddningsstation Skillinge är en av Sjöräddningssällskapets räddningsstationer.
Räddningsstation Skillinge ligger vid hamnen i Skillinge. Den inrättades 1976 som Sjöfartsverket räddningsstation. Frivilliga från Skillinge Räddningsvärn medverkade från 1983 i att bemanna räddningsbåten.
Räddningsstation Skillinge drivs sedan 1996 i Sjöräddningsällskapets regi. Den har 15 frivilliga.

## Räddningsfarkoster
- 20-01 Rescue Gad Rausing, ett 19,4 meter långt räddningsfartyg av Rausingklass, byggt 2002
- 8-30 Rescue Pantamera av Gunnel Larssonklass, tillverkad 2013, i Skillinge från 2021
- 3-10 Rescuerunner Max, som också kan medföras ombord på Rescue Gad Rausing